# Hagstova Føroya
Koordináták: é. sz. 61° 59′ 47″, ny. h. 6° 46′ 56″61.996425°N 6.782175°W
A Hagstova Føroya Feröer nemzeti statisztikai hivatala. Tevékenységi köre az ország hivatalos statisztikai adatainak közzététele, aminek érdekében együttműködik a többi, adatokat gyűjtő közintézménnyel.
A Hagstova Føroya független intézmény a feröeri pénzügyminisztérium felügyelete alatt, amely a megadott költségvetési keretek között önállóan szervezi tevékenységét. Működését törvény szabályozza, amely biztosítja, hogy tevékenységét politikai befolyástól mentesen végezhesse.